# 市长 (法国)
在法国，市长（法語：maire，發音：[mɛʁ] ⓘ）是市议会主席，负责组织工作及审议。 
市长有多项职责：市长既是共和国下放权力的持有者，其拥有法律赋予的管理权，可以管理市镇的事务，同时又是国家在该市镇中的代表。 

## 任期
市长的任期与市议会等同，即6年。市长可以在任期结束时再次参选。 
市长可以自由辞职，若市长死亡，或是因法院命令、部长会议的决定而被革职，可以在不进行新的市政选举的情况下换新任市长。